# 堀口満貞
堀口 満貞（ほりぐち みつさだ、1881年〈明治14年〉2月2日 - 1939年〈昭和14年〉8月）は、日本の内務官僚、南洋庁長官。長野県出身。

## 経歴
1908年（明治41年）、東京帝国大学法科大学英法科を卒業し、同年に高等文官試験に合格。和歌山県警視、徳島県事務官、同理事官、沖縄県警察部長、海軍事務官、臨時南洋群島防備隊民政署長、南洋庁書記官、同長官官房庶務課長を歴任。
1931年10月、南洋庁長官に任命され、翌月に退官した。